# Nikolaus Harnoncourt
Nikolaus Harnoncourt ([ˈharnõkuːr]) (eredeti nevén Johann Nicolaus Graf de la Fontaine und d’Harnoncourt-Unverzagt) (Berlin, 1929. december 6. – St. Georgen im Attergau, 2016. március 5.) Erasmus- és Grammy-díjas osztrák gordonkaművész, karmester, zenei szakíró, a historikus zenei előadásmód egyik apostola. A bécsi klasszika és a barokk zenéjének előadási gyakorlatára döntő hatást gyakorolt az általa alapított Concentus Musicus kamarazenekar koncertjeivel és hangfelvételeivel, valamint írásaival, elsősorban 1982-ben írt Musik als Klangrede című könyvével (magyarul A beszédszerű zene, Zeneműkiadó, 1989). 1972-től dirigálta a világ jelentős szimfonikus zenekarait, két alkalommal, 2001-ben és 2003-ban vezényelte a Bécsi Filharmonikusok újévi koncertje műsorát.

## Családja
Harnoncourt édesanyja, Ladislaja Gräfin von Meran révén, aki Habsburg–Lotaringiai János főherceg leszármazottja, számos európai uralkodóház rokonságába tartozott. Apja, Eberhard de la Fontaine Graf d’Harnoncourt-Unverzagt berlini mérnök, akinek előző házasságából már volt két gyermeke.
Harnoncourt 1953-ban vette feleségül Alice Hoffelnert. Házasságukból négy gyermek született: Elisabeth von Magnus (szül. Harnoncourt) mezzoszoprán énekesnő (1954), Philipp Harnoncourt rendező (1955), az autóbalesetben elhunyt Eberhard Harnoncourt színész (1957–1990) és Franz Harnoncourt orvos (1961).

## Pályafutása
Huzamosabb ideig volt a Zürichi Operaház vezető karmestere, ottani repertoárhoz 1975 és 2011 között elsősorban Claudio Monteverdi és Wolfgang Amadeus Mozart, később Johann Strauss, Jacques Offenbach, Carl Maria von Weber és Giuseppe Verdi ővrje is hozzátartozott.

## Visszavonulása és halála
Harnoncourt 86. születésnapját megelőzően nyílt levélben jelentette be visszavonulását. 2016. március 5-én, súlyos betegség következtében hunyt el otthonában, családja körében.

## Magyarul megjelent művei
- A beszédszerű zene. Utak egy új zeneértés felé; ford. Péteri Judit; EMB, Budapest, 1989
- Zene, mint párbeszéd. Monteverdi, Bach, Mozart; ford., utószó Dolinszky Miklós; Európa, Budapest, 2002

## Díjai, elismerései
- 2005 Kiotó-díj